# Biohacking
Le biohacking est un ensemble de pratiques, des sciences et techniques et arts dits du vivant, lié à une approche de la biologie soutenue par une philosophie avec une diversité de positionnement politique. Le Biohacking est l'une des situations de la biologie participative.
Le biohacking consiste en une articulation de pratiques appuyées par une philosophie libertaire que l'on pourrait résumer par :
- libre accès à l'information et la connaissance ;
- étude et compréhension des phénomènes et fonctionnements du vivant ;
- déconstruction des outils d'étude et d'analyse du vivant ;
- détournement des méthodes et outils de travail ;
- détournement des fonctionnements du vivant vers des finalités nouvelles ;
- fabrication d'outils pour réaliser des expériences scientifiques et artistiques.

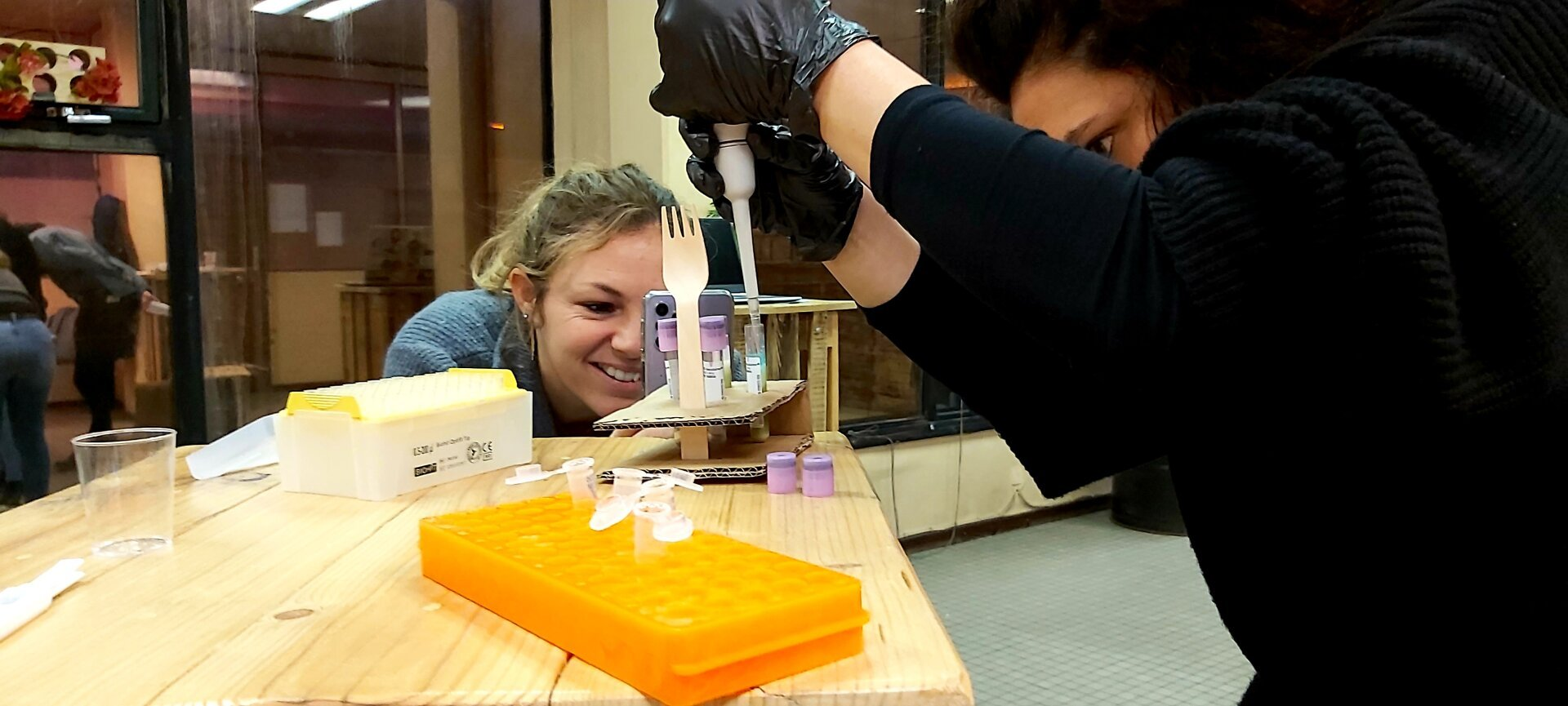
Scène d'un atelier de biohacking dans un lieu « improvisé » en Belgique, extraction d'ADN et initiation aux techniques de bases de microbiologie

## Étymologie
Le terme « biohacking », d'origine anglophone, est un néologisme composé de « biologie » et « hacking ». Le premier composant fait référence à une discipline scientifique et ses différentes pratiques ; le second fait appel à une approche visant à un échange de savoirs au travers de la « sous-culture du hacking » à l'aide d'un ensemble de techniques.
« Biohacking » désigne l'action d'appliquer le hacking dans les nombreux domaines de la biologie.

## Histoire
Le terme « biohacking » ainsi que le concept de biologie à faire soi-même (« Do-it-yourself biology ») apparaissent en 1988,,.
Selon le sociologue Everett Rogers, « les gens se sont mis en état d'alerte. Il y avait des films sur les hackers. Peut-être que dans quelques années, il y aura des films sur des {bio-hackers} créant des monstres Frankensteiniens. » La prédiction d'Everett Rogers est formalisée et diffusée au travers du film Bienvenue à Gattaca sorti en 1997. La place de la biologie dans la science-fiction étant largement étendue depuis au moins 1932.
Cette apparition formulée dans des termes liés au génie génétique et à la science fiction contribue à une perception actuelle du biohacking, souvent attaché à des manipulations génétiques et modifications corporelles, body hacking (en). Cette impression est entretenue dans de nombreuses œuvres de la biologie dans la science-fiction.
Le biohacking comporte une diversité d'activités dans de multiples champs d'application telles que (exemple parmi d'autres) :
- la biologie de synthèse ;
- la fermentation ;
- la gynécologie à faire soi-même[6],[7],[8] ;
- la biologie cellulaire ;
- la bioimpression ;
- la Rétro-ingénierie appliqué à la biologie ;
- la fabrication d'outils pour des biolabs ;
- le Bio-art ;
- et de nombreuses autres activités.

Cette diversité s'exprime au travers de manifestes, sites web et codes et des lieux de rencontre parfois appelés biohackerspaces.

« Celles et ceux qui étudient ou pratiquent la biologie synthétique et la DIYbio insistent sur le fait que son potentiel de bien l'emporte de loin sur ses risques. Elles et ils affirment que c'est une forme de participation publique qui a eu un impact positif sur d'autres secteurs de la société. Pensez aux logiciels libres, aux réseaux peer-to-peer ou au crowdsourcing, uniquement avec des bactéries et des "wetware". »

— Chris Kelty, 2010.
En 2005, le groupe OpenWetWare et Nature Publishing Group publient une Bande dessinées intitulée « Aventures dans le Monde la biologie synthétique » (Adventures in Synthetic Biology. Wadey, Chuck; Deese, Isadora; Endy, Drew) racontant l'histoire, en 3 chapitres, de System Sally (une biologiste) qui initie Device Dude (en jeune garçon) à la biologie de synthèse avec l'aide d'un organisme nommé Bacteria Buddy. Sous licence Creative Commons, il sera traduit en français, en allemand, en chinois, en portugais, en espagnol.
En 2008, un groupe d'étudiants de premier cycle a construit un ordinateur bactérien capable de résoudre un exemple simple du problème des Tri de crêpes en programmant des Escherichia coli pour qu'elles retournent des segments d'ADN analogues à des crêpes à trier dans le problème initial. Les bactéries signalent quand elles ont résolu le problème en devenant résistantes aux antibiotiques
La même année, en 2008, Lors du 24e Chaos Computer Congress (24c3), Drew Endy fait une conférence portant sur la programmation de l'ADN. « Cet exposé a été conçu pour amorcer la communauté des hackers afin que nous puissions commencer à utiliser et à contribuer des parties biologiques standard à une collection open source de fonctions génétiques ».

### Exemple de pratiques dans le biohacking

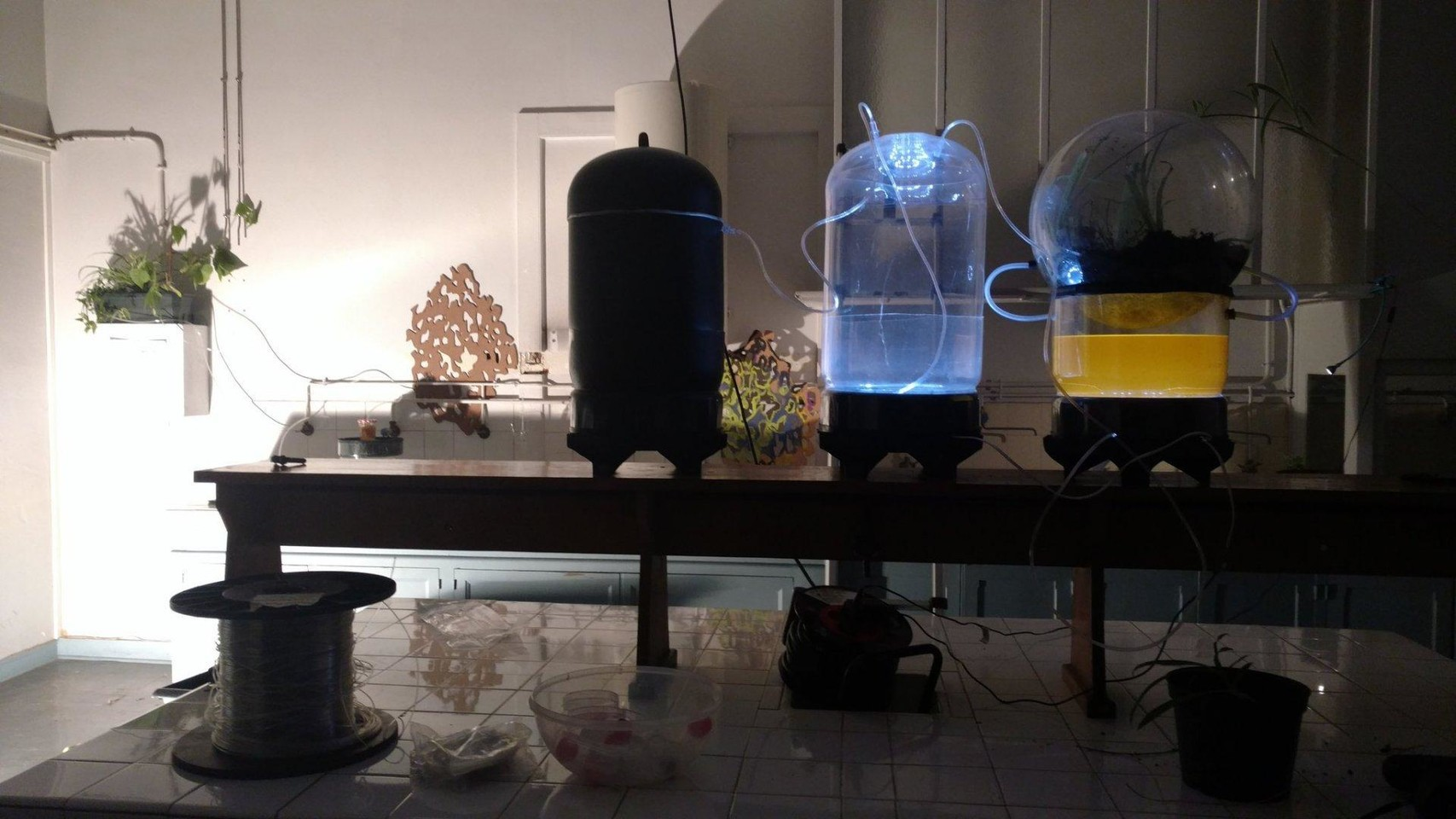
Montage de l'Exposition « Écosystème, Technosystème ? Les pratiques du biomimétisme libre et open source pour panser et concevoir la ville vivante et soutenable » Hôtel Pasteur, Rennes, décembre 2017

- Open Insuline[14]
- ElectroPen[15], fabrication d'un disposition d'électroporation, sous licence libre à bas coût et facilement reproductible pour faciliter l'étude et la modification génétique de cellule cible
- Pocket PCR[16]
- faire de l'essence à partir de bactéries[17]
- bio-papier pour l'impression organes (2005)[18]
- Capture de levure sauvage pour la bière pour une bière libre et open source, Free beer[19].
- Open Source Œstrogène[20], effort entre biohacking et de conception spéculative pour démontrer les manières dont l'œstrogène devient une biomolécule avec un biopouvoir institutionnalisé.

## Dimensions du biohacking

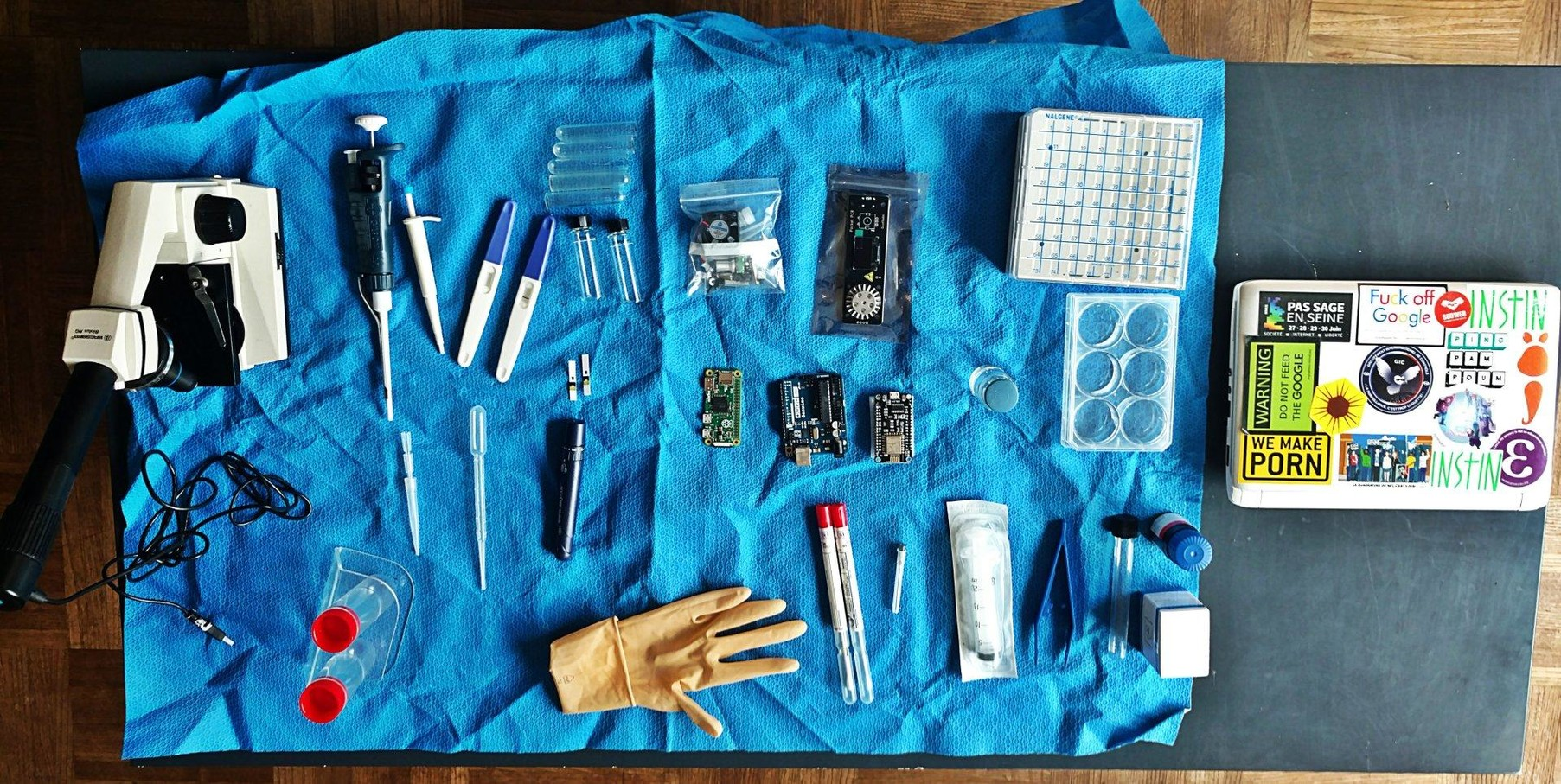
Préparation d'un kit de Biohacking pour un atelier de biologie en Éducation populaire dans un café à Rennes en 2020

En 2014, Keoni Gandall, à Palo Alto (États-Unis, Californie) réalise sa première expérience de clonage en classe de cinquième, à l'âge de 12 ans. Il travaille aujourd'hui à la BioBricks Foundation et dirige son propre projet de recherche à l'université de Stanford (Drew Endy (en)'s lab).
En cette même année 2014 un article intitulé « La biologie à faire soi-même en Europe : au-delà de l'espoir, du battage médiatique et de l'épouvante » (European do-it-yourself (DIY) biology:Beyond the hope, hype and horror) dans lequel est explicité l’affirmation communautaire de pratiques amateures pouvant contribuer à la science produites en académie, de prise de responsabilités, et de différenciation avec les pratiques contemporaines aux États-Unis d'Amérique.
En 2015, à Nantes, lors du Festival Web2day, 5 personnes impliquées dans le mouvement de biohacking interviennent lors de la table ronde nommée « Makers, biohackers : et en francophonie ? » (2 intervenantes, 2 intervenants, 1 animateur). Lors de cet événement, l'animateur Yann Heurtaux prend appui sur la définition du hacking de Mitch Altman pour introduire le hacking : « Prendre ce qui existe, l'améliorer du mieux que l'on peut, et le partager […] pour nous améliorer nous et améliorer les choses autour de nous » ; puis sur Alessandro Delfanti pour introduire la Biologie participative (ou DIY), telle que « utiliser des outils libres pour s'affranchir des institutions académiques et de l'industrie ».
Lors de cette rencontre, l'accent est mis sur des enjeux culturels portés par le mouvement biohacking : la citoyenneté, l'éducation, l'apprentissage, l'enseignement, de non « réservation des pratiques de la biologie à une élite ».
En 2016, Quitterie Largeteau, qui participa à la table ronde au web2day de 2015, biologiste et cofondatrice du projet BioHacking Safari (une documentarisation par le reportage des lieux et des communautés de biohacking), intervient dans l'émission de France Culture « La Méthode scientifique » pour décrire les biohackeuses et les biohackeurs comme des personnes explorant de nouvelles pratiques scientifiques, de production et de partage des savoirs.
Le 30 septembre 2016, la commission parlementaire allemande du Bundestag pour l’éducation, la recherche et l’évaluation des technologies, présidée par Patricia Lips (CDU/CSU), s’est réuni pour un débat public sur « la biologie de synthèse, le génome editing et le biohacking : enjeux des nouvelles techniques génétiques ». Le Bureau allemand d’évaluation des choix technologiques (TAB) avait présenté en 2016 un rapport sur la biologie de synthèse à la demande de la commission, qui a servi de base au débat.
En 2017, Josiah Zayner, partisan de la « Do it yourself Biology », tente de modifier son propre génome à l'aide de la technique CRISPR (Clustered Regularly Interspaced Short Palindromic Repeats).
En décembre 2018, Guillaume Bagnolini soutient une thèse en philosophie à l'Université de Tours intitulée « À la marge des sciences institutionnelles, philosophie et anthropologie de l'éthique du mouvement biohacking en France ».

« Le biohacking est une vive critique contre les institutions scientifiques officielles et un appel à plus de liberté à travers notamment la constitution de laboratoires  citoyens « indépendants », les biohackerspaces. »

— Guillaume Bagnolini, 2018.
Le biohacking y est envisagé comme un mouvement critique qui prend ancrage dans des lieux, Tiers-lieu, menant à « conduire à une réflexion plus large sur la participation citoyenne dans les choix technoscientifiques et sur les politiques de production scientifique et technique. » (Bagnolini, 2018)
Le 29 avril 2018 à Washington DC, Aaron Traywick, fondateur dirigeant de la start-up Ascendance Biometical, qui se réclamait du biohacking, décède à l'âge de 28 ans. Il s’était injecté un traitement expérimental contre l’herpès en février de la même année.
Le biohacking s'étend alors de pratiques amatrices, donnant « une figure de la modernité esthétique » (Laurence Allard, 1999), jusqu'au développement commerciaux et des start-up, passant par la recherche universitaire, comme George McDonald Church, la recherche non académique, et des pratiques illégales de médecine ou de modification génétique.
Le biohacking est également un thème régulièrement abordé dans des œuvres culturelles (roman, cinéma, manga, etc) et dans des pratiques artistiques,

### Place de la philosophie
Le biohacking, aussi parfois nommé biologie à faire soi-même, a été considéré philosophiquement fondé comme ayant « une tendance à l'anti-establishment » (Kim Wall, 2015).
« Une discipline n'est pas une tradition de recherche locale, elle est, par vocation, translocale » (J. Gayon, F. Merlin, T Hocquet, 2020) ; le hacking se déroule, principalement dans des lieux physiquement situés où des individus partagent et utilisent des ressources, avec leur propre « foires, conventions et réseaux ». Dans cette configuration, l'écart entre biologie classique et biohacking est un espace de tensions et frottements mouvants qui ne se réduisent pas uniquement à la biologie et à l'informatique.

« Même sans liens directs, science et politique s'entremêlent et se renforcent réciproquement sans qu'aucune ne soit réductible à l'autre. »

— Charles Gillispie
« Le biohacking est une pratique qui implique la biologie en même temps que l’éthique hacker.[…] Il y a donc dans le biohacking une grande variété de motivations et de postures. ». L’identité dans ce mouvement n’est donc pas unique et homogène, il y a des identités et des courants philosophiques. Dans cette diversité s'active des questionnements sur « les pratiques en réinterrogeant les normes d’ethos de la science mertonnienne » (Guillaume Bagnoli)
Les Grinder (biohacking) (en) pratiquent des modifications, parfois extrême, du fonctionnement de leur corps dans le but d’améliorer la condition humaine. Cet ensemble de théories critique la rigidité des frontières ontologiques et tente de dénaturaliser les rapports artificialité. La volonté d'une amélioration des capacités humaines se rapproche parfois du mouvement eugéniste « humaniste ».
D'autres s'organisent en petit mouvement intellectuel et culturel composé de jeunes scientifiques, ingénieurs, étudiants, qui cherchent à créer une conscience publique autour des technologies, et leurs évolutions, dans le domaine de biologie et de la chimie ; en considérant que cela puisse être réalisé depuis son jardin ou dans le garage de la maison. Comme par exemple, Manila Biopunk, s'ancrant ainsi dans une écologie politique.
Dans d'autres communautés de pratiques, il s'agit de personnes qui « critiquent les biais de la science et invitent à se questionner sur les sujets de (bio)éthiques  tels que l’universalisme, le communalisme, le désintéressement et le scepticisme organisé de ces laboratoires citoyens. » (G. Bagnoli, 2020).
Il existe aussi dans ces communautés une mouvance TransFéministe. Ces pratiques des recherches vont aux frontières de la biologie, de l’art et du queer, jusqu'à « penser son corps sous un nouvel angle, intégré au sens d’un réseau complexe d’interactions, brouillant les pistes entre machines, animaux, plantes, et ouvrant d’autres horizons pour l’art et la performance ».

### Courants politiques
Un des positionnement premier et commun dans le biohacking est d'ouvrir la compréhension et la pratique de la biologie au plus grand nombre possible, y compris et surtout hors académie, ainsi que le partage des responsabilités concernant la biotechnologie avec la société civile.

« À l'heure des crises mondiales de catastrophes environnementales imminentes, y compris le changement climatique mondial, et d'un système inefficace et peu réactif pour développer des solutions urgentes, j'ai porté mon attention sur des alternatives qui promettent et pourraient potentiellement résoudre ces problèmes de manière plus rapide, moins chère, et de manière plus distribuée. Cette thèse est ma petite contribution à la compréhension de certains des efforts déployés par de nombreux individus et groupes qui travaillent ensemble pour produire un modèle de science plus ouvert et collaboratif qui pourrait conduire à une nouvelle ère de la science. plus ouvert et collaboratif de la science qui pourrait conduire à une planète plus équitable et durable.
J'espère que vous l'apprécierez et que vous en tirerez autant d'enseignements que moi. »

— Gabriela A. Sanchez Barba, 2014, "We are Biohackers: Exploring the Collective Identity of the DIYbio Movement"(preface)
Pour L'anthropologue Sophia Roosth « Il s'agit de la biologie en tant que mode d'action politique, dans lequel les praticien⋅ne⋅s font de la recherche biologique un droit plutôt qu'un privilège »

« Le mouvement DIYbio coordonne l'action collective en vue d'un changement social sur le plan politique, puisqu'il vise à démocratiser la biologie et à créer un bien commun des moyens de production, et sur le plan culturel, en promouvant une éthique de travail fondée sur la liberté de recherche et le partage dans le cadre d'un bien commun collaboratif. »

— Gabriela A. Sanchez Barba, 2014
Ellen Jorgensen explique en juin 2012 lors d’une conférence TED le genre et l'orientation de recherches qu’elle mène dans son laboratoire communautaire à New-York.  
En Europe, des groupes de pratiques se réunissant autour de Gynepunk, revendiquent leurs ancrages féministes et militants des droits des personnes Lesbiennes, gays, bisexuels et transgenres
Thomas Hervé Mboa Nkoudou, chercheur impliqué dans le Biohacking en Afrique, demanda en 2017, lors du Bio Summit, au MIT Media Lab (États-Unis) si : « Le mouvement du biohacking suit-il toujours la philosophie du hacking ? C'est-à-dire, selon lui : anticapitalisme, subversion, biens communs ? ».

### Dans la culture
Frankenstein ou le Prométhée moderne peut être lu comme un œuvre précurseure sur les pratiques de modification de vivant, notamment par la monstration d'un scientifique-ingénieur qui charge à l’intérieur de sa création une « étincelle d’être » provenant de lui-même (un « spark of being » dans la création pour être au monde).
Le biopunk, courant littéraire né à la fin des années 1990, aborde les technologies du vivant, c'est-à-dire l'étude de l'état de l'art des techniques, l'observation aux diverses périodes historiques, en matière d'outils et de savoir-faire sur le vivant. Cette approche prend la forme de fictions critiques, comme sur le clonage et la transgénèse.
La biologie dans la science-fiction est également un pan important largement traité et diffusé.
Dans le film d'animation Nausicaä de la Vallée du Vent (1984), la princesse Nausicaä, héroïne de l'histoire et personnage principal de Nausicaä, masquée et casquée dans la forêt toxique, manipule du bout du doigt ganté un des organismes vivants pour en faire tomber une infime partie luminescente, une spore, dans un tube à essai. Ce sont les « Fongus ». Cette pratique lui sert à concevoir un jardin expérimental botanique dans les sous-sols de son château pour tester et concevoir un nouvel écosystème non toxique à partir des non-humains existants par modification de leur système d'irrigation.
En 1985, Jayce et les Conquérants de la lumière, une série télévisée d'animation franco-américano-canado-japonaise, dans laquelle le père du héro, le biologiste Audric, crée par erreur les Monstroplantes, espèces mi-végétales, mi-animales, dotées d'intelligence. Son fils, Jayce et ses camarades d'aventures vont tenter de retrouver Audric tout en combattant ces chimères. 
En œuvre littéraire dans le cycle d'Hypérion de Dan Simmons (1989), une des factions, les Extros forment une communauté d'êtres humains qui a fait sécession avec l'Hégémonie et qui vit dans l'espace en apesanteur. Ils sont adeptes du [transhumanisme-fr], qu'ils pratiquent pour adapter la physiologie humaine à la vie dans l'espace.
Mars la rouge, roman publié en 1992, aborde aussi le biohacking planétaire avec un groupe de scientifique lançant l'ensemencement de la planète contre l'avis d'autres scientifiques
Le Dernier Homme (titre original Oryx and Crake), roman de Margareth Artwood publié en 2005, aborde également dans un univers post-apocalyptique les risques et les enjeux de la xenotransplantation et du génie génétique.
En 2016, Company Town (de Madeline Ashby (en)) parle notamment de Hwa, une personne qui renonce aux améliorations par la bio-ingénierie, allant ainsi à  l'encontre de sa communauté. Elle est la dernière personne entièrement organique. Elle devient experte dans les arts de l'auto-défense, chargée de former le plus jeune du groupe.
Depuis septembre 2019, l'émission Carré Petit Utile (CPU) diffuse la série « Bio Is The New Black », animée par la chercheuse Élise Rigot. C'est une série d'entretiens avec des praticiennes et praticiens du biohacking, des designeuses et designeurs, des chercheuses et des chercheurs. Cette émission est diffusée sur Radio FMR à Toulouse.
En 2020, le documentaire « Citizen Bio  », réalisé par  Trish Dolman (en), offre un angle orienté « augmentation des capacités humaines» , , mettant en avant Aaron Traywick « Homme d'affaires et pro Transhumanisme » qui fut « retrouvé mort dans un caisson d’isolation sensorielle »
En 2022, le film Vesper Chronicles, de Kristina Buozyt et Bruno Samper, reprend le trame d'histoire et l'angle de « Nausicaä de la Vallée du Vent » pour mettre en scène une « biohackeuse », une personne âgée de  13 ans,  dans un cadre post-apocalyptique, et avec une orientation sur écologie féministe probable, dans un avenir sombre marqué par l'effondrement des écosystèmes et les inégalités économiques

## Critiques
Le biohacking est fréquemment relaté dans la presse anglophone comme possible source [bioterrorisme-fr], notamment par le biais de considération d'une « biologie de garage », se rapprochant ainsi d'un phénomène de marronnier journalistique. « les biohackers créent des monstres dans leur garage » et la crainte de « 100 000 personnes capables de créer de l’anthrax » illustre un lien entre ce traitement médiatique et les ressorts philosophiques du mythe prométhéen ainsi que la crainte de la technique selon Heidegger.
En mars 2014, une rencontre du « Menace non Coventional (NCT) Briefing » à Bruxelles, le thème était : « Biologie de bricolage et bio-piratage : Menace de bioterrorisme ou opportunité scientifique? ».
Les personnes suivantes étaient présentes :
- Thomas Landrain, cofondateur et président, La Paillasse Paris, Laboratoire communautaire de biotechnologie
- Jorge Bento Silva, chef adjoint de l'unité Gestion de crise et lutte contre le terrorisme, Direction de la sécurité intérieure, DG Affaires intérieures, Commission européenne
- Le colonel Frédéric Dorandeu, président du groupe de travail médical CBRN de l'OTAN et chef du département Toxicologie et risques chimiques de l'Institut de recherche biomédicale des armées françaises (IRBA)

Du côté des communautés de pratiques les revendications qui fondent la légitimité de pratique du biohacking peuvent être la « décolonisation du corps féminin » (Gynepunk) avec un droit à ne pas être persécutés.
Des membres du réseau Hackteria utilisent l'art et la fabulation (biofabbing) pour porter une exégèse, via la biologie libre et open source, dans la société civile.
le site internet DIY Biosphere recense plus d'une centaines d'initiatives communautaires de biohacking, biologie à faire soi-même, et équivalents. Avec une large diversité de structurations de ces initiatives.